# ستيم ماشين
ستيم ماشين (بالإنجليزية: Steam Machine)‏ هو جهاز ألعاب فيديو بدء بتصنيعه وتوزيعه عدد من المزودين باستخدام مجموعة مختلفة من مواصفات التصميم التي حددتها شركة فالف. سوف يعمل بنظام ستيم أو إس وهو نظام تشغيل مفتوح المصدر مستند على لينكس. الأجهزة يمكن تعديلها بحرية من قبل المستخدمين مما يجعلها قابلة للترقية كأجهزة الحاسوب الحالية. الخط الأول من الأجهزة التي سيتم تصنيعها سيكون لديها مجموعة من المكونات المادية المختلفة وذلك حسب الطاقة، الحجم، السعر وعوامل أخرى.

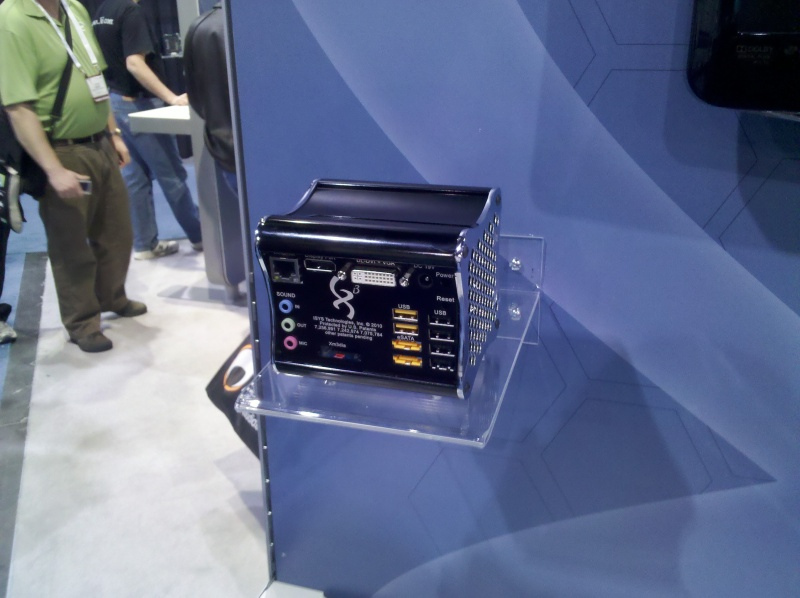

## روابط خارجية
- الموقع الرسمي